# Tigre celta
A expressão Tigre celta (em inglês: Celtic Tiger; em irlandês: An Ceilteach Tíogar) refere-se à economia da República da Irlanda no período compreendido entre 1995 e 2000, quando o país passou por uma fase de crescimento econômico real rápido, alimentado pelo investimento directo estrangeiro, ao que se seguiu uma bolha imobiliária que minou a competitividade da economia. Entre 1995 e 2000, a economia irlandesa cresceu a uma taxa média de 9,4%  e continuou a crescer a uma taxa média de 5,9% durante a década posterior, até 2008, quando caiu em recessão.
Muitos comentaristas afirmam ser complexo distinguir o período de crescimento econômico real, baseado na exportação de produtos tecnológicos e farmacêuticos, que criou o Tigre celta, do período da bolha imobiliária, que ocasionou a alta na inflação e a crise das contas públicas.
A economia sofreu uma reversão dramática a partir de 2008, com a contração do PIB em 14% e o aumento nos níveis de desemprego, que subiram para 14% em 2011.